# Seven de la República Masculino 2023
El Seven de la República Masculino de 2023 fue la trigésimo-novena edición del torneo de rugby 7 de fin de temporada para uniones provinciales afiliadas a la Unión Argentina de Rugby y la trigésimo-tercera en ser organizada en la ciudad de Paraná, Entre Ríos. Se llevó a cabo el 2 y 3 de diciembre de 2023 en El Plumazo, sede del Club Atlético Estudiantes de Paraná.
Por primera vez desde el Seven de la República de 2018, los torneos masculinos y femeninos se disputaron de manera simultánea. El torneo masculino volvió a disputarse íntegramente en El Plumazo, mientras que los torneos femeninos lo hicieron en las sedes del Paraná Rowing Club (Tortuguita y Yarará), a excepción de sus finales.
La final fue disputada por los seleccionados de la Unión de Rugby de Buenos Aires y los locales, la Unión Entrerriana de Rugby, quienes clasificaron a la final por primera vez desde 2012. Las Águilas 7s doblegaron al conjunto local por 26-5, consiguiendo así su décimo-séptimo título. Salta y Nordeste se quedaron con la Copa de Plata y la Copa de Bronce, respectivamente. La Unión de Rugby del Alto Valle conquistó la Zona Ascenso, clasificando a la Zona Campeonato por primera vez desde su introducción en la temporada 2013.

## Equipos participantes
Participaron de esta edición veintiséis equipos: dieciséis en la Zona Campeonato y diez en la Zona Ascenso.
| División                   | Equipo              | Unión                                                |
| -------------------------- | ------------------- | ---------------------------------------------------- |
| Zona Campeonato 16 equipos | Buenos Aires        | Unión de Rugby de Buenos Aires                       |
| Zona Campeonato 16 equipos | Córdoba             | Unión Cordobesa de Rugby                             |
| Zona Campeonato 16 equipos | Cuyo                | Unión de Rugby de Cuyo                               |
| Zona Campeonato 16 equipos | Entre Ríos          | Unión Entrerriana de Rugby                           |
| Zona Campeonato 16 equipos | Mar del Plata       | Unión de Rugby de Mar del Plata                      |
| Zona Campeonato 16 equipos | Misiones            | Unión de Rugby de Misiones                           |
| Zona Campeonato 16 equipos | Nordeste            | Unión de Rugby del Nordeste                          |
| Zona Campeonato 16 equipos | Rosario             | Unión de Rugby de Rosario                            |
| Zona Campeonato 16 equipos | Salta               | Unión de Rugby de Salta                              |
| Zona Campeonato 16 equipos | San Juan            | Unión Sanjuanina de Rugby                            |
| Zona Campeonato 16 equipos | Santa Fe            | Unión Santafesina de Rugby                           |
| Zona Campeonato 16 equipos | Santiago del Estero | Unión Santiagueña de Rugby                           |
| Zona Campeonato 16 equipos | Sur                 | Unión de Rugby del Sur                               |
| Zona Campeonato 16 equipos | Tierra del Fuego    | Unión de Rugby de Tierra del Fuego                   |
| Zona Campeonato 16 equipos | Tucumán             | Unión de Rugby de Tucumán                            |
| Zona Campeonato 16 equipos | Uruguay             | Unión de Rugby del Uruguay                           |
| Zona Ascenso 10 equipos    | Alto Valle          | Unión de Rugby del Alto Valle de Río Negro y Neuquén |
| Zona Ascenso 10 equipos    | Andina              | Unión Andina de Rugby                                |
| Zona Ascenso 10 equipos    | Austral             | Unión de Rugby Austral                               |
| Zona Ascenso 10 equipos    | Entre Ríos B        | Unión Entrerriana de Rugby                           |
| Zona Ascenso 10 equipos    | Formosa             | Unión de Rugby de Formosa                            |
| Zona Ascenso 10 equipos    | Jujuy               | Unión Jujeña de Rugby                                |
| Zona Ascenso 10 equipos    | Paraguay            | Unión de Rugby del Paraguay                          |
| Zona Ascenso 10 equipos    | Oeste               | Unión de Rugby del Oeste de Buenos Aires             |
| Zona Ascenso 10 equipos    | San Luis            | Unión de Rugby San Luis                              |
| Zona Ascenso 10 equipos    | Santa Fe B          | Unión Santafesina de Rugby                           |

En cursiva los seleccionados internacionales invitados.
La Unión de Rugby de Salta, quienes perdieron la final de ascenso en la temporada anterior, fueron promovidos a la Zona Campeonato debido a la ausencia de Chile. Además de Entre Ríos B, que participó por quinta temporada consecutiva, participó de esta edición un segundo seleccionado proveniente de la Unión Santafesina de Rugby (Santa Fe B), la cual fue invitada a participar debido a la ausencia del seleccionado de Brasil, que había sido invitado a participar en la Zona Ascenso. Las uniones de Santa Cruz, Valle del Chubut y Lagos del Sur no participaron de esta edición.

## Cambio de formato
Durante esta temporada, hubo ciertos cambios en el formato de disputa del torneo:
Zona Campeonato
- Se eliminó la instancia de cuartos de final en la Copa de Oro y Bronce. Todas las llaves comienzan en semifinales.
- Los equipos clasifican a cada llave de forma directa en la fase de grupos.
- Los 1.° clasifican a la Copa de Oro, los 2.° a la Copa de Plata, los 3.° a la Copa de Bronce y los 4.° a Posicionamiento.
- Cada llave tiene un partido entre los perdedores de las semifinales, garantizando que todos los equipos disputen cinco partidos a lo largo del torneo.

Zona Ascenso
La Zona Ascenso durante esta temporada estuvo dividida en dos grupos de cinco equipos cada una, las cuales se resolvieron a través del sistema de todos contra todos a una sola ronda. Una vez finalizada la fase de grupos, cada equipo se enfrentó ante el equipo en la misma posición del grupo opuesto para definir su clasificación final, con los primeros de cada grupo enfrentándose en una final para definir el campeón de la Zona Ascenso y la clasificación a la Zona Campeonato de la siguiente temporada.

## Zona Campeonato

### Zona 1
| Pos. | Equipos         | Partidos | Partidos | Partidos | Tantos | Tantos | Tantos | Pts. |
| Pos. | Equipos         | G        | E        | P        | PF     | PC     | DP     | Pts. |
| ---- | --------------- | -------- | -------- | -------- | ------ | ------ | ------ | ---- |
| 1.°  | Sgo. del Estero | 2        | 1        | 0        | 69     | 34     | +35    | 5    |
| 2.°  | Salta           | 2        | 1        | 0        | 77     | 24     | +53    | 5    |
| 3.°  | Rosario         | 1        | 0        | 2        | 55     | 48     | +7     | 2    |
| 4.°  | Sur             | 0        | 0        | 3        | 15     | 110    | -95    | 0    |

|  | Semifinales Copa de Oro.        |
|  | Semifinales Copa de Plata.      |
|  | Semifinales Copa de Bronce.     |
|  | Semifinales de Posicionamiento. |

| 2 de diciembre | Rosario | 7 - 22  | Salta | CA Estudiantes, Paraná |  |
|                |         | Reporte |       |                        |  |

| 2 de diciembre | Santiago del Estero | 31 - 10 | Sur | CA Estudiantes, Paraná |  |
|                |                     | Reporte |     |                        |  |

| 2 de diciembre | Rosario | 36 - 0  | Sur | CA Estudiantes, Paraná |  |
|                |         | Reporte |     |                        |  |

| 2 de diciembre | Santiago del Estero | 12 - 12 | Salta | CA Estudiantes, Paraná |  |
|                |                     | Reporte |       |                        |  |

| 2 de diciembre | Rosario | 12 - 26 | Santiago del Estero | CA Estudiantes, Paraná |  |
|                |         | Reporte |                     |                        |  |

| 2 de diciembre | Sur | 5 - 43  | Salta | CA Estudiantes, Paraná |  |
|                |     | Reporte |       |                        |  |

### Zona 2
| Pos. | Equipos          | Partidos | Partidos | Partidos | Tantos | Tantos | Tantos | Pts. |
| Pos. | Equipos          | G        | E        | P        | PF     | PC     | DP     | Pts. |
| ---- | ---------------- | -------- | -------- | -------- | ------ | ------ | ------ | ---- |
| 1.°  | Buenos Aires     | 3        | 0        | 0        | 86     | 14     | +72    | 6    |
| 2.°  | Uruguay          | 2        | 0        | 1        | 71     | 17     | +54    | 4    |
| 3.°  | Nordeste         | 1        | 0        | 2        | 28     | 75     | -47    | 2    |
| 4.°  | Tierra del Fuego | 0        | 0        | 3        | 17     | 96     | -79    | 0    |

|  | Semifinales Copa de Oro.        |
|  | Semifinales Copa de Plata.      |
|  | Semifinales Copa de Bronce.     |
|  | Semifinales de Posicionamiento. |

| 2 de diciembre | Buenos Aires | 40 - 0  | Tierra del Fuego | CA Estudiantes, Paraná |  |
|                |              | Reporte |                  |                        |  |

| 2 de diciembre | Uruguay | 29 - 0  | Nordeste | CA Estudiantes, Paraná |  |
|                |         | Reporte |          |                        |  |

| 2 de diciembre | Buenos Aires | 36 - 7  | Nordeste | CA Estudiantes, Paraná |  |
|                |              | Reporte |          |                        |  |

| 2 de diciembre | Uruguay | 35 - 7  | Tierra del Fuego | CA Estudiantes, Paraná |  |
|                |         | Reporte |                  |                        |  |

| 2 de diciembre | Buenos Aires | 10 - 7  | Uruguay | CA Estudiantes, Paraná |  |
|                |              | Reporte |         |                        |  |

| 2 de diciembre | Nordeste | 21 - 10 | Tierra del Fuego | CA Estudiantes, Paraná |  |
|                |          | Reporte |                  |                        |  |

### Zona 3
| Pos. | Equipos       | Partidos | Partidos | Partidos | Tantos | Tantos | Tantos | Pts. |
| Pos. | Equipos       | G        | E        | P        | PF     | PC     | DP     | Pts. |
| ---- | ------------- | -------- | -------- | -------- | ------ | ------ | ------ | ---- |
| 1.°  | Tucumán       | 3        | 0        | 0        | 108    | 24     | +84    | 6    |
| 2.°  | Mar del Plata | 2        | 0        | 1        | 77     | 38     | +39    | 4    |
| 3.°  | San Juan      | 1        | 0        | 2        | 48     | 60     | -12    | 2    |
| 4.°  | Misiones      | 0        | 0        | 3        | 10     | 121    | -111   | 0    |

|  | Semifinales Copa de Oro.        |
|  | Semifinales Copa de Plata.      |
|  | Semifinales Copa de Bronce.     |
|  | Semifinales de Posicionamiento. |

| 2 de diciembre | Tucumán | 33 - 7  | San Juan | CA Estudiantes, Paraná |  |
|                |         | Reporte |          |                        |  |

| 2 de diciembre | Mar del Plata | 38 - 5  | Misiones | CA Estudiantes, Paraná |  |
|                |               | Reporte |          |                        |  |

| 2 de diciembre | Tucumán | 47 - 0  | Misiones | CA Estudiantes, Paraná |  |
|                |         | Reporte |          |                        |  |

| 2 de diciembre | Mar del Plata | 22 - 5  | San Juan | CA Estudiantes, Paraná |  |
|                |               | Reporte |          |                        |  |

| 2 de diciembre | Tucumán | 28 - 17 | Mar del Plata | CA Estudiantes, Paraná |  |
|                |         | Reporte |               |                        |  |

| 2 de diciembre | Misiones | 5 - 36  | San Juan | CA Estudiantes, Paraná |  |
|                |          | Reporte |          |                        |  |

### Zona 4
| Pos. | Equipos    | Partidos | Partidos | Partidos | Tantos | Tantos | Tantos | Pts. |
| Pos. | Equipos    | G        | E        | P        | PF     | PC     | DP     | Pts. |
| ---- | ---------- | -------- | -------- | -------- | ------ | ------ | ------ | ---- |
| 1.°  | Entre Ríos | 3        | 0        | 0        | 62     | 42     | +20    | 6    |
| 2.°  | Córdoba    | 2        | 0        | 1        | 75     | 57     | +18    | 4    |
| 3.°  | Santa Fe   | 1        | 0        | 2        | 50     | 57     | -7     | 2    |
| 4.°  | Cuyo       | 0        | 0        | 3        | 38     | 69     | -31    | 0    |

|  | Semifinales Copa de Oro.        |
|  | Semifinales Copa de Plata.      |
|  | Semifinales Copa de Bronce.     |
|  | Semifinales de Posicionamiento. |

| 2 de diciembre | Santa Fe | 24 - 12 | Cuyo | CA Estudiantes, Paraná |  |
|                |          | Reporte |      |                        |  |

| 2 de diciembre | Entre Ríos | 26 - 21 | Córdoba | CA Estudiantes, Paraná |  |
|                |            | Reporte |         |                        |  |

| 2 de diciembre | Santa Fe | 12 - 26 | Córdoba | CA Estudiantes, Paraná |  |
|                |          | Reporte |         |                        |  |

| 2 de diciembre | Entre Ríos | 17 - 7  | Cuyo | CA Estudiantes, Paraná |  |
|                |            | Reporte |      |                        |  |

| 2 de diciembre | Santa Fe | 14 - 19 | Entre Ríos | CA Estudiantes, Paraná |  |
|                |          | Reporte |            |                        |  |

| 2 de diciembre | Córdoba | 28 - 19 | Cuyo | CA Estudiantes, Paraná |  |
|                |         | Reporte |      |                        |  |

## Zona Ascenso

### Zona 5
| Pos. | Equipos  | Partidos | Partidos | Partidos | Tantos | Tantos | Tantos | Pts. |
| Pos. | Equipos  | G        | E        | P        | PF     | PC     | DP     | Pts. |
| ---- | -------- | -------- | -------- | -------- | ------ | ------ | ------ | ---- |
| 1.°  | Oeste    | 3        | 0        | 1        | 78     | 64     | +14    | 6    |
| 2.°  | Paraguay | 3        | 0        | 1        | 91     | 45     | +46    | 6    |
| 3.°  | Andina   | 2        | 0        | 2        | 84     | 43     | +41    | 4    |
| 4.°  | Jujuy    | 2        | 0        | 2        | 99     | 73     | +26    | 4    |
| 5.°  | San Luis | 0        | 0        | 4        | 24     | 151    | -127   | 0    |

|  | Clasifica a Final de Ascenso.      |
|  | Clasifica a final por 19.º puesto. |
|  | Clasifica a final por 21.º puesto. |
|  | Clasifica a final por 23.º puesto. |
|  | Clasifica a final por 25.º puesto. |

| 2 de diciembre | Oeste | 14 - 42 | Jujuy | CA Estudiantes, Paraná |  |
|                |       | Reporte |       |                        |  |

| 2 de diciembre | Paraguay | 17 - 14 | Andina | CA Estudiantes, Paraná |  |
|                |          | Reporte |        |                        |  |

| 2 de diciembre | Oeste | 26 - 5  | San Luis | CA Estudiantes, Paraná |  |
|                |       | Reporte |          |                        |  |

| 2 de diciembre | Paraguay | 20 - 0  | Jujuy | CA Estudiantes, Paraná |  |
|                |          | Reporte |       |                        |  |

| 2 de diciembre | Oeste | 24 - 12 | Paraguay | CA Estudiantes, Paraná |  |
|                |       | Reporte |          |                        |  |

| 2 de diciembre | San Luis | 0 - 38  | Andina | CA Estudiantes, Paraná |  |
|                |          | Reporte |        |                        |  |

| 3 de diciembre | Paraguay | 42 - 7  | San Luis | CA Estudiantes, Paraná |  |
|                |          | Reporte |          |                        |  |

| 3 de diciembre | Andina | 27 - 12 | Jujuy | CA Estudiantes, Paraná |  |
|                |        | Reporte |       |                        |  |

| 3 de diciembre | Oeste | 14 - 5  | Andina | CA Estudiantes, Paraná |  |
|                |       | Reporte |        |                        |  |

| 3 de diciembre | San Luis | 12 - 45 | Jujuy | CA Estudiantes, Paraná |  |
|                |          | Reporte |       |                        |  |

### Zona 6
| Pos. | Equipos      | Partidos | Partidos | Partidos | Tantos | Tantos | Tantos | Pts. |
| Pos. | Equipos      | G        | E        | P        | PF     | PC     | DP     | Pts. |
| ---- | ------------ | -------- | -------- | -------- | ------ | ------ | ------ | ---- |
| 1.°  | Alto Valle   | 4        | 0        | 0        | 92     | 29     | +63    | 8    |
| 2.°  | Entre Ríos B | 3        | 0        | 1        | 65     | 47     | +18    | 6    |
| 3.°  | Santa Fe B   | 2        | 0        | 2        | 50     | 36     | +14    | 4    |
| 4.°  | Formosa      | 0        | 1        | 3        | 46     | 89     | -43    | 1    |
| 5.°  | Austral      | 0        | 1        | 3        | 31     | 83     | -52    | 1    |

|  | Clasifica a Final de Ascenso.      |
|  | Clasifica a final por 19.º puesto. |
|  | Clasifica a final por 21.º puesto. |
|  | Clasifica a final por 23.º puesto. |
|  | Clasifica a final por 25.º puesto. |

| 2 de diciembre | Formosa | 7 - 24  | Santa Fe B | CA Estudiantes, Paraná |  |
|                |         | Reporte |            |                        |  |

| 2 de diciembre | Alto Valle | 28 - 0  | Austral | CA Estudiantes, Paraná |  |
|                |            | Reporte |         |                        |  |

| 2 de diciembre | Formosa | 5 - 24  | Entre Ríos B | CA Estudiantes, Paraná |  |
|                |         | Reporte |              |                        |  |

| 2 de diciembre | Alto Valle | 14 - 7  | Santa Fe B | CA Estudiantes, Paraná |  |
|                |            | Reporte |            |                        |  |

| 2 de diciembre | Formosa | 15 - 22 | Alto Valle | CA Estudiantes, Paraná |  |
|                |         | Reporte |            |                        |  |

| 2 de diciembre | Entre Ríos B | 24 - 7  | Austral | CA Estudiantes, Paraná |  |
|                |              | Reporte |         |                        |  |

| 3 de diciembre | Alto Valle | 28 - 7  | Entre Ríos B | CA Estudiantes, Paraná |  |
|                |            | Reporte |              |                        |  |

| 3 de diciembre | Austral | 5 - 12  | Santa Fe B | CA Estudiantes, Paraná |  |
|                |         | Reporte |            |                        |  |

| 3 de diciembre | Formosa | 19 - 19 | Austral | CA Estudiantes, Paraná |  |
|                |         | Reporte |         |                        |  |

| 3 de diciembre | Entre Ríos B | 10 - 7  | Santa Fe B | CA Estudiantes, Paraná |  |
|                |              | Reporte |            |                        |  |

## Fase final

### Copa de Oro
|  | Semifinales Oro | Semifinales Oro     | Semifinales Oro |            |              | Final Oro           | Final Oro           | Final Oro        |  |
|  |                 |                     |                 |            |              |                     |                     |                  |  |
|  |                 |                     |                 |            |              |                     |                     |                  |  |
|  | 2               | Buenos Aires        | 21              |            |              |                     |                     |                  |  |
|  | 2               | Buenos Aires        | 21              |            |              |                     |                     |                  |  |
|  | 3               | Tucumán             | 14              |            |              |                     |                     |                  |  |
|  | 3               | Tucumán             | 14              |            | Buenos Aires | Buenos Aires        | 26                  |                  |  |
|  |                 |                     |                 |            | Buenos Aires | Buenos Aires        | 26                  |                  |  |
|  |                 |                     | Entre Ríos      | Entre Ríos | 5            |                     |                     |                  |  |
|  | 1               | Santiago del Estero | Entre Ríos      | Entre Ríos | 5            | 12                  |                     |                  |  |
|  | 1               | Santiago del Estero |                 |            |              | 12                  |                     |                  |  |
|  | 4               | Entre Ríos          | 28              |            |              | Final 3.° puesto    | Final 3.° puesto    | Final 3.° puesto |  |
|  | 4               | Entre Ríos          | 28              |            |              | Final 3.° puesto    | Final 3.° puesto    | Final 3.° puesto |  |
|  |                 |                     |                 |            |              |                     |                     |                  |  |
|  |                 |                     |                 |            |              | Tucumán             | Tucumán             | 38               |  |
|  |                 |                     |                 |            |              | Tucumán             | Tucumán             | 38               |  |
|  |                 |                     |                 |            |              | Santiago del Estero | Santiago del Estero | 12               |  |
|  |                 |                     |                 |            |              | Santiago del Estero | Santiago del Estero | 12               |  |
|  |                 |                     |                 |            |              |                     |                     |                  |  |

### Copa de Plata
|  | Semifinales Plata | Semifinales Plata | Semifinales Plata |       |         | Final Plata      | Final Plata      | Final Plata      |  |
|  |                   |                   |                   |       |         |                  |                  |                  |  |
|  |                   |                   |                   |       |         |                  |                  |                  |  |
|  | 2                 | Uruguay           | 31                |       |         |                  |                  |                  |  |
|  | 2                 | Uruguay           | 31                |       |         |                  |                  |                  |  |
|  | 3                 | Mar del Plata     | 14                |       |         |                  |                  |                  |  |
|  | 3                 | Mar del Plata     | 14                |       | Uruguay | Uruguay          | 14               |                  |  |
|  |                   |                   |                   |       | Uruguay | Uruguay          | 14               |                  |  |
|  |                   |                   | Salta             | Salta | 17      |                  |                  |                  |  |
|  | 1                 | Salta             | Salta             | Salta | 17      | 22               |                  |                  |  |
|  | 1                 | Salta             |                   |       |         | 22               |                  |                  |  |
|  | 4                 | Córdoba           | 7                 |       |         | Final 7.° puesto | Final 7.° puesto | Final 7.° puesto |  |
|  | 4                 | Córdoba           | 7                 |       |         | Final 7.° puesto | Final 7.° puesto | Final 7.° puesto |  |
|  |                   |                   |                   |       |         |                  |                  |                  |  |
|  |                   |                   |                   |       |         | Mar del Plata    | Mar del Plata    | 19               |  |
|  |                   |                   |                   |       |         | Mar del Plata    | Mar del Plata    | 19               |  |
|  |                   |                   |                   |       |         | Córdoba          | Córdoba          | 26               |  |
|  |                   |                   |                   |       |         | Córdoba          | Córdoba          | 26               |  |
|  |                   |                   |                   |       |         |                  |                  |                  |  |

### Copa de Bronce
|  | Semifinales Bronce | Semifinales Bronce | Semifinales Bronce |         |          | Final Bronce      | Final Bronce      | Final Bronce      |  |
|  |                    |                    |                    |         |          |                   |                   |                   |  |
|  |                    |                    |                    |         |          |                   |                   |                   |  |
|  | 2                  | Nordeste           | 33                 |         |          |                   |                   |                   |  |
|  | 2                  | Nordeste           | 33                 |         |          |                   |                   |                   |  |
|  | 3                  | San Juan           | 0                  |         |          |                   |                   |                   |  |
|  | 3                  | San Juan           | 0                  |         | Nordeste | Nordeste          | 14                |                   |  |
|  |                    |                    |                    |         | Nordeste | Nordeste          | 14                |                   |  |
|  |                    |                    | Rosario            | Rosario | 10       |                   |                   |                   |  |
|  | 1                  | Rosario            | Rosario            | Rosario | 10       | 26                |                   |                   |  |
|  | 1                  | Rosario            |                    |         |          | 26                |                   |                   |  |
|  | 4                  | Santa Fe           | 19                 |         |          | Final 11.° puesto | Final 11.° puesto | Final 11.° puesto |  |
|  | 4                  | Santa Fe           | 19                 |         |          | Final 11.° puesto | Final 11.° puesto | Final 11.° puesto |  |
|  |                    |                    |                    |         |          |                   |                   |                   |  |
|  |                    |                    |                    |         |          | San Juan          | San Juan          | 12                |  |
|  |                    |                    |                    |         |          | San Juan          | San Juan          | 12                |  |
|  |                    |                    |                    |         |          | Santa Fe          | Santa Fe          | 31                |  |
|  |                    |                    |                    |         |          | Santa Fe          | Santa Fe          | 31                |  |
|  |                    |                    |                    |         |          |                   |                   |                   |  |

### Posicionamiento
|  | Semifinales | Semifinales      | Semifinales |      |          | Final 13.° puesto | Final 13.° puesto | Final 13.° puesto |  |
|  |             |                  |             |      |          |                   |                   |                   |  |
|  |             |                  |             |      |          |                   |                   |                   |  |
|  | 2           | Tierra del Fuego | 21          |      |          |                   |                   |                   |  |
|  | 2           | Tierra del Fuego | 21          |      |          |                   |                   |                   |  |
|  | 3           | Misiones         | 22          |      |          |                   |                   |                   |  |
|  | 3           | Misiones         | 22          |      | Misiones | Misiones          | 0                 |                   |  |
|  |             |                  |             |      | Misiones | Misiones          | 0                 |                   |  |
|  |             |                  | Cuyo        | Cuyo | 62       |                   |                   |                   |  |
|  | 1           | Sur              | Cuyo        | Cuyo | 62       | 7                 |                   |                   |  |
|  | 1           | Sur              |             |      |          | 7                 |                   |                   |  |
|  | 4           | Cuyo             | 24          |      |          | Final Descenso    | Final Descenso    | Final Descenso    |  |
|  | 4           | Cuyo             | 24          |      |          | Final Descenso    | Final Descenso    | Final Descenso    |  |
|  |             |                  |             |      |          |                   |                   |                   |  |
|  |             |                  |             |      |          | Tierra del Fuego  | Tierra del Fuego  | 19                |  |
|  |             |                  |             |      |          | Tierra del Fuego  | Tierra del Fuego  | 19                |  |
|  |             |                  |             |      |          | Sur               | Sur               | 14                |  |
|  |             |                  |             |      |          | Sur               | Sur               | 14                |  |
|  |             |                  |             |      |          |                   |                   |                   |  |

### Ascenso
Final Ascenso
| 3 de diciembre | Oeste | 5 - 28  | Alto Valle | CA Estudiantes, Paraná |  |
|                |       | Reporte |            |                        |  |

Final 19.º puesto
| 3 de diciembre | Paraguay | 29 - 12 | Entre Ríos B | CA Estudiantes, Paraná |  |
|                |          | Reporte |              |                        |  |

Final 21.º puesto
| 3 de diciembre | Andina | 5 - 24  | Santa Fe B | CA Estudiantes, Paraná |  |
|                |        | Reporte |            |                        |  |

Final 23.º puesto
| 3 de diciembre | Jujuy | 26 - 21 | Formosa | CA Estudiantes, Paraná |  |
|                |       | Reporte |         |                        |  |

Final 25.º puesto
| 3 de diciembre | San Luis | 5 - 34  | Austral | CA Estudiantes, Paraná |  |
|                |          | Reporte |         |                        |  |